# Tajemnica twierdzy szyfrów

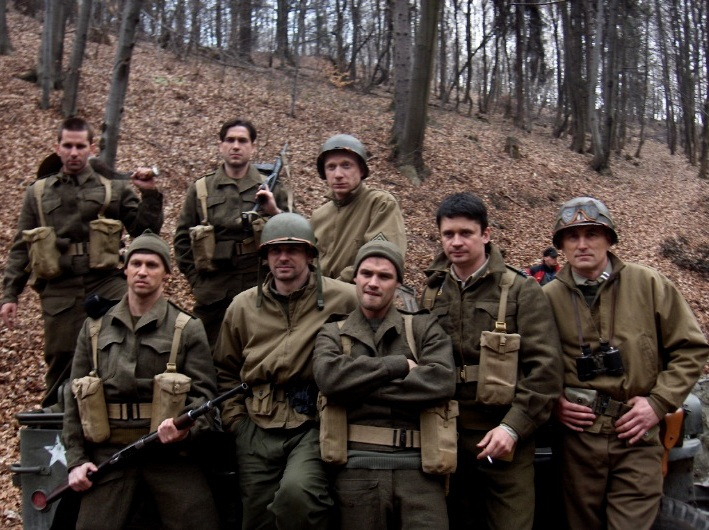
Zdjęcie z planu serialu (2006); od lewej – górny rząd: Marcin Bosak (Raider), Marcin Dorociński (Afgan), Arkadiusz Janiczek (sierżant); od lewej – dolny rząd: Robert Wrzosek (Nigel Wood), Paweł Deląg (komandor Howard Compaigne), Jan Wieczorkowski (Hamlet), Piotr Grabowski (major Andrzej Czerny), Andrzej Szczytko (kapitan Thomas Gregg)

Tajemnica twierdzy szyfrów – polski, trzynastoodcinkowy serial telewizyjny osadzony w realiach końca II wojny światowej, emitowany od 7 września 2007 do 30 listopada 2007 w TVP1.
W 2015 roku serial był emitowany przez History.

## O serialu
Jest ekranizacją bestsellerowej powieści Bogusława Wołoszańskiego pt. Twierdza szyfrów. Zdjęcia do serialu realizowano od marca do grudnia 2006 na Dolnym Śląsku w zamku Czocha, tytułowej „Twierdzy”, oraz w zamkach: Książ, Bolków i Pszczyna.
W 2007 serial znalazł się w ofercie Telewizji Polskiej podczas Marché International des Programmes de Communication (MIPCOM) w Cannes, a w następnych latach był emitowany na Słowacji, Węgrzech, w Czechach (cz. Tajemství šifrovací věže), Japonii, Portugalii. Hiszpanii (hiszp. El secreto Nazi de la fortaleza) i Rosji (ros. Тайна секретного шифра).
Produkcja była nominowana do Telekamery 2008 w kategorii „serial kryminalny i sensacyjny”.

### Fabuła
Serial opowiada o działaniach wywiadów wojskowych USA i ZSRR poszukujących w ostatnich miesiącach II wojny światowej tajnej niemieckiej maszyny określanej jako „ryba-miecz”. Według zdobytych informacji jest ona zdolna odczytywać radzieckie szyfry jednorazowe uważane do tej pory za niemożliwe do złamania. Maszyna prawdopodobnie działała w tajnym ośrodku Pers Z w Jeleniej Górze, który został stamtąd ewakuowany w lutym 1945 roku. 12 kwietnia 1945 amerykańska grupa TICOM, kierowana przez komandora Howarda Compaigne’a, odnajduje „rybę-miecz” w niemieckim mieście Rosenheim. Urządzenie zostaje przewiezione do Stanów Zjednoczonych, gdzie w czasie rozpoczynającej się zimnej wojny zostaje użyte do odczytywania radzieckich depesz dyplomatycznych.

## Twórcy serialu
- Reżyseria: Adek Drabiński
- Scenariusz: Bogusław Wołoszański

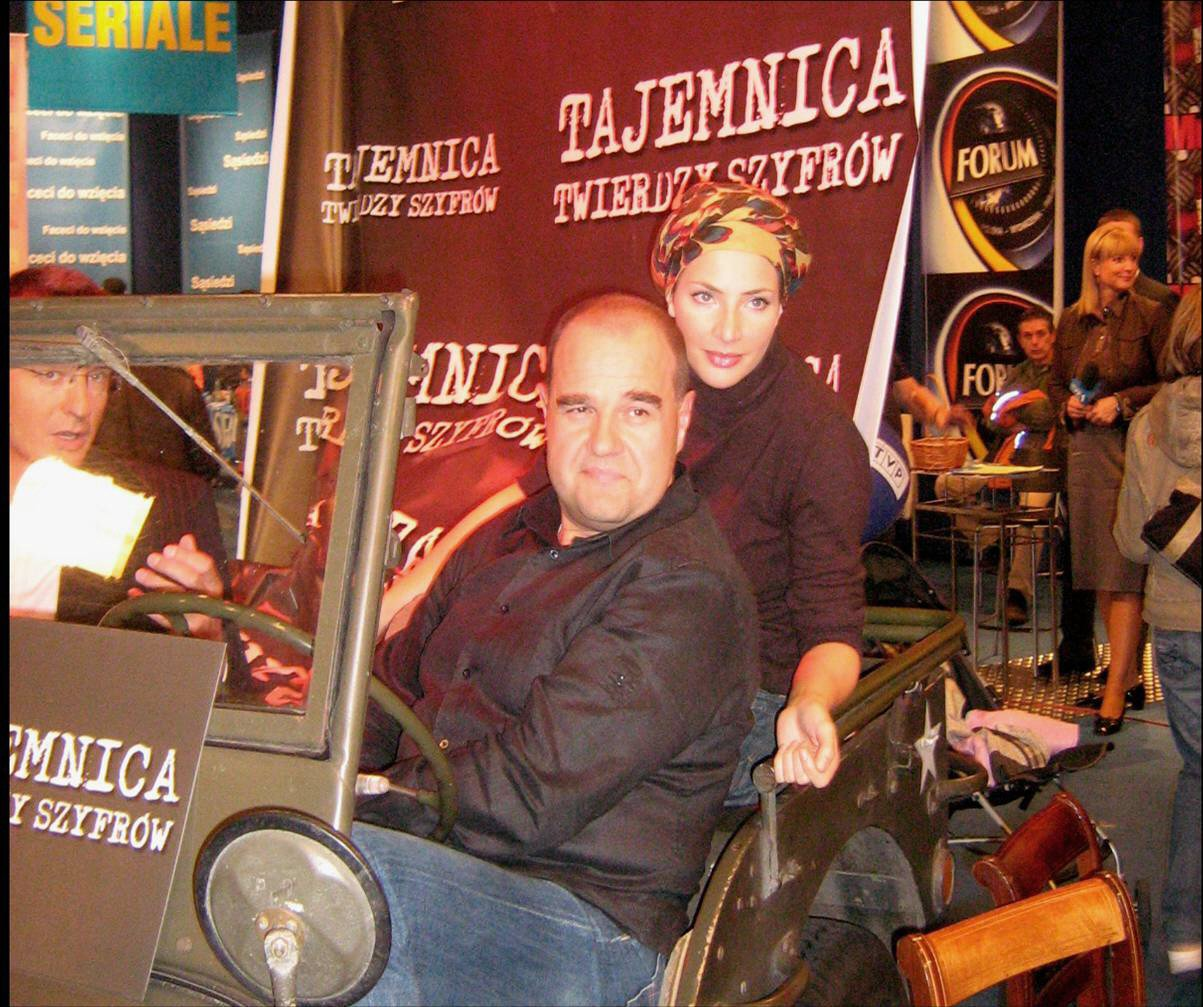
Cezary Żak i Anna Dereszowska podczas promocji serialu (2007)

- Scenografia: Wojciech Saloni-Marczewski
- Zdjęcia: Waldemar Szmidt
- Muzyka: Stanisław Syrewicz
- Dźwięk: Monika Krzanowska, Marcin Ejsmund
- Kostiumy: Jolanta Dłuska, Marek Dzienio
- Kierownik produkcji: Andrzej Stempowski
- Producent wykonawczy: Bogusław Wołoszański
- Montaż: Łukasz Szwarc-Bronikowski
- Charakteryzacja: Monika Kaleta, Anita Kruszewska-Staniak
- Dekoracja wnętrz: Jolanta Dłuska
- Kierownictwo produkcji: Andrzej Stempowski
- Operatorzy kamer: Łukasz Łasica, Jarosław Wnuk, Piotr Łukaszewicz
- Światło: Paweł Cichocki
- II reżyserzy: Ewa Dejmek, Sławomir Małyszko, Jan Macierewicz, Julia Popkiewicz
- II Kierownicy Produkcji: Dariusz Kłodowski, Wojciech Jakus
- II Scenografowie: Marian Zawaliński, Robert Czesak
- Redaktor serialu: Wojciech Jędrkiewicz

## Postacie

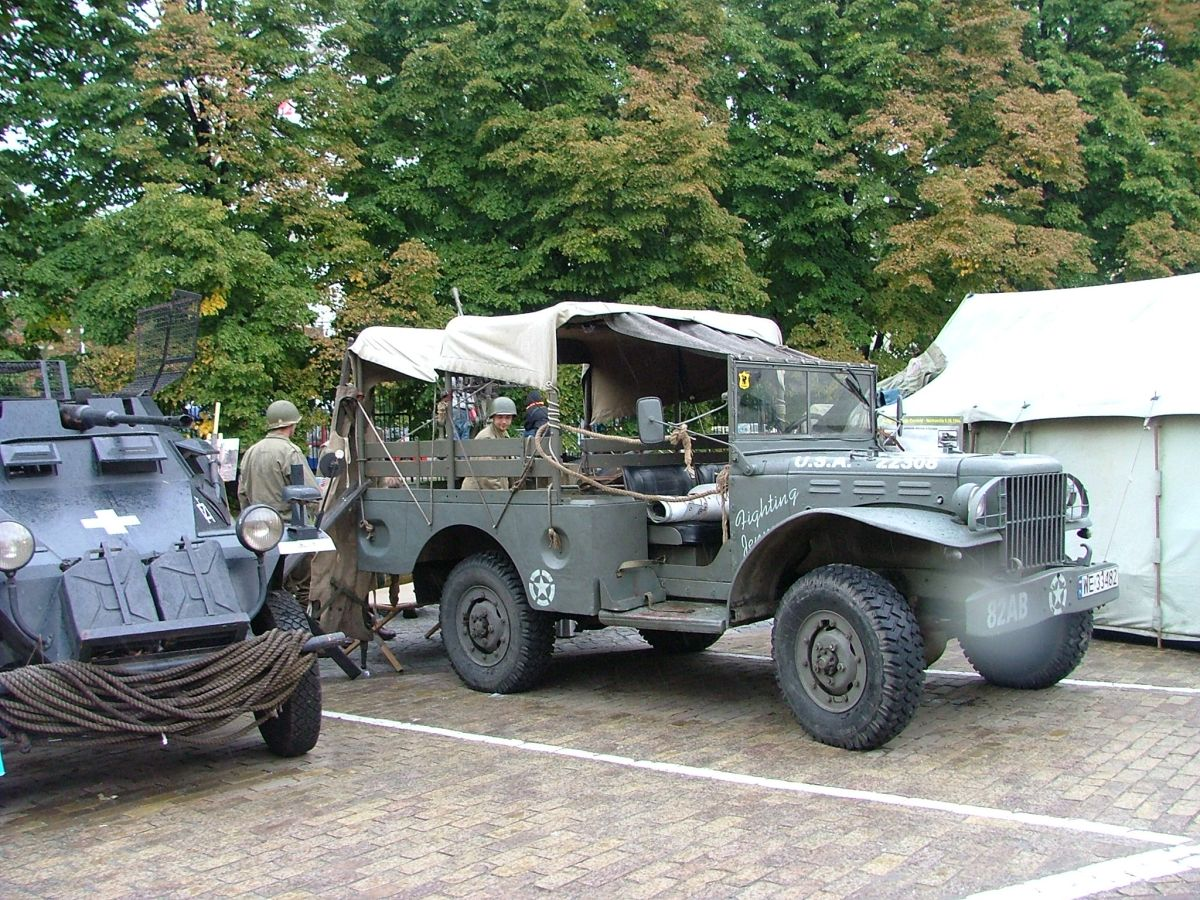
Jeżdżące repliki pojazdów z okresu II wojny światowej wykorzystywane przy zdjęciach do serialu

### Polacy
- Michał vel Hauptmann Johann Jörg (Paweł Małaszyński) – polski oficer wywiadu, udaje kapitana Abwehry, kryptologa. Zakochany w Annie Marii[4].
- Andrzej Czerny (Piotr Grabowski) – polski oficer. W 1939 uwolniony przez Jörga. Później mianowany dowódcą Cichociemnych.
- Afgan (Marcin Dorociński) – polski komandos.
- Piotr (Piotr Zelt)
- Ewelina Robak (Violetta Arlak) – Volksdeutsch.

### Niemcy
- SS-Obersturmbannführer Hans Jacob Globcke (Jan Frycz) – podpułkownik SS, szef służby bezpieczeństwa zamku Czocha, postać niejednoznaczna. Ma 51 lat, były policjant. Maszyna deszyfrująca jest dla niego jedynie zabezpieczeniem emerytalnym.
- Matheas Beer (Borys Szyc) – współpracownik Hansa Globcke.
- SS-Obersturmbannführer Harry Sauer (Cezary Żak) – podpułkownik SS, szef ochrony zamku Książ. Kat, znęca się nad więźniami. Jest uzależniony od narkotyków.
- Joanna Russt (Danuta Stenka) – żona niemieckiego szpiega, kierująca komórką wywiadowczą działającą na Śląsku.
- Natalia Russt (Karolina Gruszka) – córka Joanny Russt, radiotelegrafistka. Zakochana w Jörgu.
- Anna Maria Solof (Anna Dereszowska) – przed wojną mieszkała w zamku Czocha. Jej matka została aresztowana za udział w spisku prowadzącym do zamachu na Adolfa Hitlera 20 lipca 1944. Jest zakochana z wzajemnością w Johannie Jörgu.
- Hans Kunze (Jan Peszek) – niemiecki kryptolog zabity przez Wolfa w 13. odcinku.
- Kerstin Nowolk (Agata Buzek) – kryptolog niemiecki. Związana z Johannem romantycznym uczuciem, którego jednak nie można nazwać miłością.
- admirał Wilhelm Canaris (Jerzy Schejbal) – szef Abwehry.
- Sebastian Wolf (Ziemowit Pędziwiatr) – współpracownik Harry’ego Sauera
- Christian Mayer (Sławomir Orzechowski) – współpracownik Harry’ego Sauera
- Reinhard Heydrich (Zbigniew Paterak)
- Otto Skorzeny (Piotr Warszawski)
- generał Joseph Kroll (Jerzy Bończak)
- Gütschow (Wojciech Duryasz)

### Amerykanie
- komandor porucznik Howard Compaigne (Paweł Deląg) – dowódca misji TICOM.
- Hamlet (Jan Wieczorkowski) – amerykański komandos.
- Raider (Marcin Bosak) – amerykański komandos.
- Wood (Robert Wrzosek) – amerykański komandos.
- kapitan Thomas Gregg (Andrzej Szczytko) – dowódca plutonu pancernego ochraniającego misję TICOM.
- Sierżant (Arkadiusz Janiczek)
- pułkownik Lincoln Hayes (Marek Barbasiewicz)
- Oliver Grosley (Piotr Garlicki)
- pułkownik William Hollan (Dariusz Jakubowski)
- Robert Oppenheimer (Adam Woronowicz) – amerykański fizyk.

### Rosjanie
- Feliks Stepanicz Grau vel SS-Untersturmführer Matheas Beer (Borys Szyc) – podporucznik SS, w rzeczywistości radziecki agent wywiadu o pseudonimie Kruk. Bezlitosny, był zmuszony do zabicia swojego rodaka.
- generał porucznik Awrami Pawłowicz Zawieniagin (Авраамий Павлович Завенягин) (Tomasz Dedek) – generał radziecki, który za wszelką cenę chce zniszczyć aparat rozszyfrowujący rosyjskie depesze. Gotowy do wysłania swoich ludzi na pewną śmierć.
- marszałek Iwan Stiepanowicz Koniew (Alosza Awdiejew)
- major Czyżykow (Juliusz Krzysztof Warunek) – adiutant gen. Zawieniagina.
- Bałabankow (Kazimierz Krzaczkowski)
- Pribokow (Zbigniew Ruciński)

### Pozostałe role
- Adam Baumann − komendant policji
- Andrzej Chichłowski
- Wojciech Droszczyński
- Grzegorz Emanuel
- Andrzej Grąziewicz − profesor Schaufler
- Jarosław Gruda − sierżant spadochroniarz
- Jacek Grondowy
- Andrzej Glazer(inne języki) − Otto Karp
- Paweł Iwanicki − niemiecki szofer
- Piotr Kondrat
- Grzegorz Kowalczyk
- Anna Kozak
- Zbigniew Kosowski – Luge
- Przemysław Kozłowski
- Magda Kuźniewska
- Joachim Lamża
- Radosław Laddy
- Marek Lewandowski
- Lidia Michałuszek
- Jan Monczka − Herbert Russt
- Andrzej Mrożewski
- Andrzej Musiał
- Łukasz Nowicki
- Mirosław Neinert − archiwista
- Andrzej Olejnik − oficer dyżurny
- Tomasz Olejarczyk
- Grzegorz Przybył − kierowca z blizną
- Jacek Romanowski
- Szymon Sędrowski
- Bogusław Siwko
- Marcin Stec
- Marcin Sztabiński
- Ryszard Węgrzyn
- Tadeusz Wnuk
- Adam Wolańczyk
- Paweł Zdun
- Ilia Zmiejew
- Joanna Zielińska-Laddy

### Głosu użyczyli
- Edward Linde-Lubaszenko
- Dariusz Błażejewski
- Józef Mika
- Adek Drabiński
- Zygmunt Sierakowski
- Janusz Wituch
- Krzysztof Szczerbiński

## Oglądalność
Serial oglądało średnio 2 970 721 widzów.